# Emperador Taichang
Taichang (xinès tradicional i simplificat: 泰昌, pinyin: Tàichāng) va ser el 14è emperador de la Dinastia Ming (1368-1644) a la Xina. El seu regnat només va durar un mes (28 d'agost a 26 de setembre de 1620) degut a la seva mort sobtada a causa d'una diarrea, o segons determinats historiadors va ser enverinat per la facció rival de la consort Li. El seu cas va ser conegut com el "cas de les píndoles vermelles" en referència a la medicació rebuda per part del funcionari Li Kezhuo, treballador de la farmàcia imperial.

## Biografia
Zhu Changluo (xinès: 朱常 洛) fill gran de l'emperador Wanli, i de la consort Gong (de soltera Wang) va néixer el 28 d'agost de 1582 a Pequín. Zhu Changluo va ser entronitzat formalment després de la mort del seu pare, l'emperador Wanli, amb el nom Taichang. Va heretar una Cort corrupta, un declivi econòmic, enfrontament entre faccions de funcionaris, una força militar debilitada i problemes en diverses fronteres. A nivell personal era de caràcter feble i poc comunicatiu sense la capacitat per enfrontar la decadència dinàstica. Cal destacar que en aquells moments de dificultats en la governança de l'Imperi, ja havia pres força el Moviment Donglin, moviment ideològic i filosòfic, creat a partir de la fundació de l'Acadèmia Donling a Wuxi, a la regió del delta del Yangzi, amb el propòsit de fer conferències i discussions filosòfiques relacionades amb un renaixement moral confucià. Juntat amb altres activistes polítics de la cort, el moviment Donglin va guanyar un impuls polític substancial a principis de la dècada de 1620.
Va regnar només durant un mes amb el nom de Taichang que significa "Gran Prosperitat".
Va tenir 10 consorts, 10 filles i 7 fills.
Va morir el 26 de setembre de 1620 i va ser enterrat amb les seves tres principals consort i va rebre el nom pòstum de Guangzong.